# Sammlung Zurlauben
Die Sammlung Zurlauben, auch bekannt als Zurlaubiana, besteht aus dem schriftlichen Nachlass der   Zuger Magistratenfamilie Zurlauben. Die Sammlung befindet sich seit 1803 in der Aargauer Kantonsbibliothek in Aarau in der Schweiz. Im gleichnamigen, 1973 begonnenen Editions- und Erschliessungsprojekt werden die von Beat Fidel Zurlauben angelegten Acta Helvetica bearbeitet sowie mit Orts- und Personenregistern versehen. Finanzielle Träger des an der Aargauer Kantonsbibliothek angesiedelten Grossprojekts sind der Schweizerische Nationalfonds zur Förderung der wissenschaftlichen Forschung, die Kantone Aargau, Zug, Solothurn, Luzern (bis 2008), Schwyz, Uri, Nidwalden und Obwalden sowie die Stadt Zug.

## Geschichte

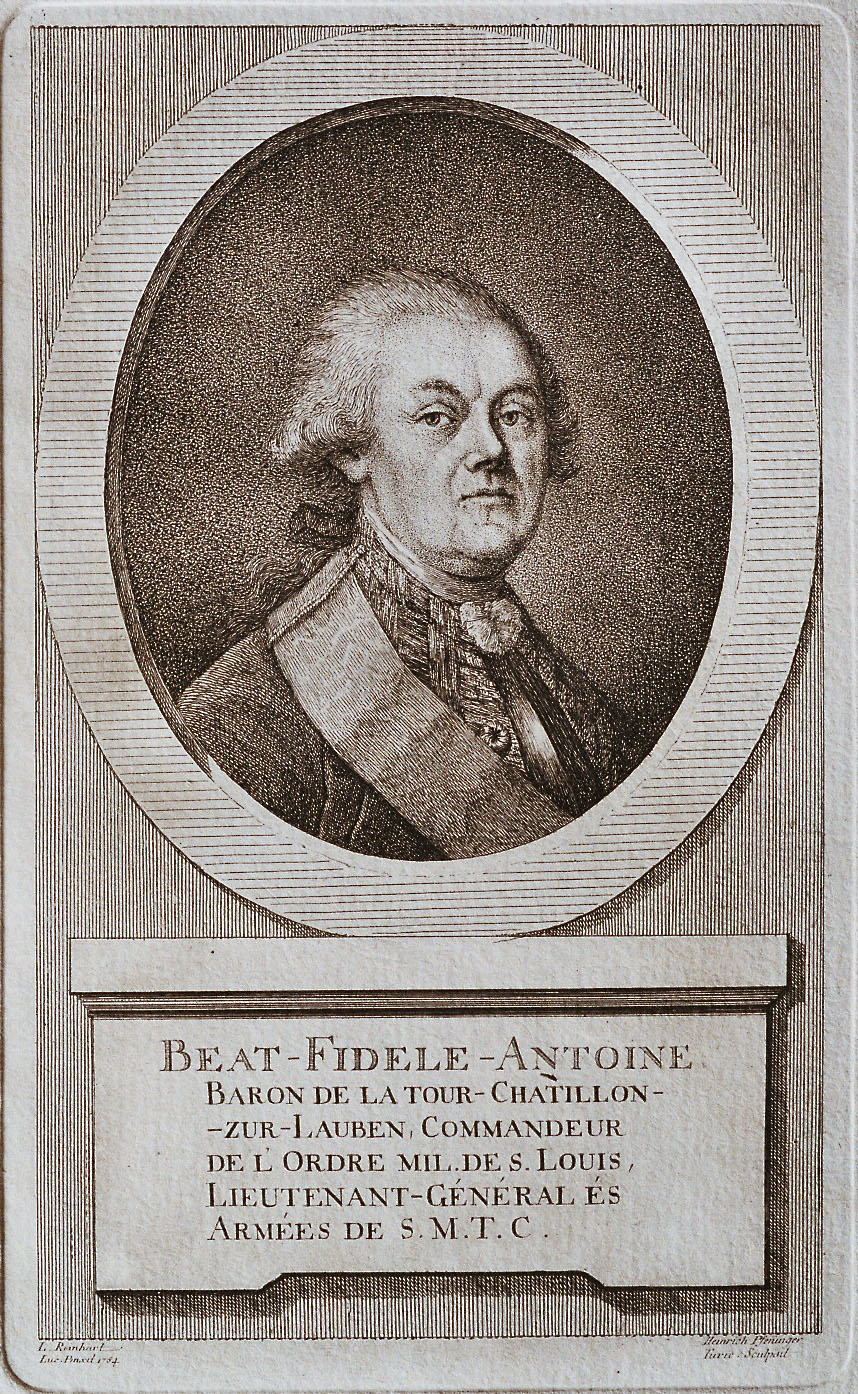
Beat Fidel Zurlauben († 1799): Letzter männlicher Nachkomme der Familie Zurlauben

Der Name der Zurlaubiana geht auf ein berühmtes Zuger Magistratengeschlecht zurück, das im 16., 17. und 18. Jahrhundert grossen Einfluss auf das politische und gesellschaftliche Leben im Kanton Zug und der katholischen Schweiz ausübte. Der Sammeltätigkeit ihres letzten männlichen Nachkommen, Generalleutnant Beat Fidel Zurlauben (1720–1799) ist es zu verdanken, dass der Bestand in seinem heutigen Umfang überliefert wurde. Denn neben seiner militärischen Karriere als Offizier im Dienst der französischen Krone widmete sich Beat Fidel Zurlauben als Historiker und Schriftsteller ausgiebig intellektuellen Tätigkeiten.
Als im Zusammenhang mit der Französischen Revolution die Pensionszahlungen gekürzt wurden, verkaufte Beat Fidel Zurlauben seine Bibliothek im Jahre 1795 an das Benediktinerstift St. Blasien im Schwarzwald. Die Sammlung blieb vorerst aber noch in Zug.
Nach dem Tod Beat Fidel Zurlaubens 1799 wurde die neu eingesetzte Helvetische Regierung auf die umfangreiche Bibliothek aufmerksam. Den grossen Wert der Sammlung erkennend, beschlagnahmte der damalige Bildungsminister, der Aargauer Philipp Albert Stapfer (1766–1840), die Bibliothek der Zurlauben. Er begründete diese Massnahme mit dem Argument, dass diese wichtigen Dokumente vaterländischer Geschichte nicht ins Ausland gehen dürften. Das Kloster St. Blasien musste sich mit einer finanziellen Entschädigung zufriedengeben. Stapfer trug später nicht wenig dazu bei, dass die Bibliothek und die Manuskriptsammlungen 1803 vom neu geschaffenen Kanton Aargau erworben werden konnten, wo sie bis heute im Magazin der Aargauer Kantonsbibliothek aufbewahrt werden.

## Bestand
Der Bestand umfasst rund 10.000 Druckwerke, worunter sich etwa 30 Inkunabeln und eine grosse Anzahl an wertvollen Erstausgaben befinden. Viele dieser Raritäten wurden von Beat Fidel Zurlauben (1720–1799) auf Auktionen grosser Fürstenbibliotheken, aufgehobener Klöster und Ordensniederlassungen erworben oder stammen aus Bibliotheken von Gelehrten wie Gottlieb Emanuel von Haller. Daneben umfasst die Bibliothek etwa 200 selbstständige Manuskripte wie Chroniken, Schauspiele, Arznei-, Pferdedressur- und Rechnungsbücher, Schul- und Kolleghefte etc. von unschätzbarem historischem Wert.

Beispiel eines Sammelbandes der Zurlaubiana

Die Dokumentensammlung umfasst etwa 350 Manuskriptsammelbände mit insgesamt etwa 50'000 handschriftlichen Einzeldokumenten und stellt eine Mischung zwischen Familienarchiv, politischem und wissenschaftlichem Nachlass dar. Einerseits entstammen die Dokumente nämlich dem Archiv der Familie Zurlauben, die über mehrere Generationen hinweg wichtige Ämter in den Bereichen Militär, Kirche und Staat innehatten und andererseits der publizistischen und wissenschaftlichen Tätigkeit von Beat Fidel Zurlauben, der sich ausgiebig mit der Schweizerischen Geschichte, der Schweizerischen Adelsgeschichte und dem Söldnerwesen beschäftigte.
Besonders interessant an der Zurlaubiana ist, dass sie nicht nur offensichtlich wichtige Dokumente, sondern eine Vielzahl von zunächst unwichtig erscheinenden Notizen, Rechnungen und Briefen umfasst, die dem Leser erst bei genauerem Hinsehen ihren Wert offenbaren. Unter den überlieferten Dokumenten finden sich deshalb neben wichtigen Urkunden und Verträgen, privaten Korrespondenzen mit französischen Ambassadoren, Gerichtsurteilen und Gedichten auch simple Neujahrswünsche, Listen von Patengeschenken, Haushaltsrechnungen und ähnliches.
In ihrer Gesamtheit gewähren uns die Dokumente einen Einblick in das alltägliche Leben der alten Eidgenossenschaft des 17. und 18. Jahrhunderts und öffnen zugleich den Blickwinkel für spezifischere Analysen in Bereichen wie Söldnerwesen, Klientel- und Machtstrukturen, Sozialgeschichte, Mentalitätsgeschichte, Alltagsgeschichte und vieles mehr.

## Editionsprojekt Zurlaubiana

Auszug aus AH 155

Einen Teil der umfangreichen Aktensammlung bilden die Acta Helvetica, Gallica, Germanica, Hispanica, Sabaudica necnon Stemmatis Zur-Laubiani, kurz Acta Helvetica (AH) genannt. Diese 186 Bände umfassende Abteilung mit ihren über 35'000 Einzeldokumenten wurde von Beat Fidel Zurlauben ohne chronologische oder thematische Struktur zusammengestellt, was den wissenschaftlichen Zugriff auf die wertvollen Quellen lange Zeit erschwerte. Seit 1973 werden diese Dokumente in einem langfristigen Editionsprojekt bearbeitet und der Öffentlichkeit zugänglich gemacht. Mit Hilfe von ausführlichen Personen-, Orts- und Briefregistern wird der Zugriff auf den Bestand der Acta Helvetica erleichtert und für die Forschung fruchtbar gemacht. Im Rahmen dieses Projektes sind bisher 172 der 186 Acta-Helvetica-Bände herausgegeben worden (Stand: November 2012).